# Panagiotis Glikos
Panagiotis Glikos (Grieks: Παναγιώτης Γλύκος; Volos, 3 juni 1986) is een Grieks voormalig voetballer die speelde als doelman. Tussen 2004 en 2021 was hij actief voor Olympiakos Volos, PAOK Saloniki, opnieuw Olympiakos Volos, Agrotikos en Apollon Larissa. Glikos maakte in 2014 zijn debuut in het Grieks voetbalelftal.

## Clubcarrière
Glikos speelde in de jeugdopleiding van Olympiakos Volos. In 2004 brak hij ook door bij die club. Gedurende de drie seizoenen erna zou hij twintig wedstrijden spelen voor Olympiakos Volos, voor hij naar PAOK Saloniki trok. De toenmalig manager van PAOK, Fernando Santos, haalde hem als back-up voor Konstantinos Chalkias naar Thessaloniki. De doelman werd achtereenvolgens verhuurd aan zijn oude club Olympiakos Volos en Agrotikos Asteras. Na zijn terugkeer kreeg hij steeds meer speeltijd. In de zomer van 2019 vertrok Glikos transfervrij bij PAOK. Een jaar later tekende hij voor een seizoen bij Apollon Larissa. Na dit seizoen besloot Glikos op vierendertigjarige leeftijd een punt te zetten achter zijn actieve loopbaan.

## Interlandcarrière
Glikos debuteerde op 5 maart 2014 voor het Grieks voetbalelftal. Op die dag werd een vriendschappelijke wedstrijd tegen Zuid-Korea met 0–2 verloren. De doelman mocht van bondscoach Fernando Santos in de basis beginnen en hij speelde het gehele duel mee. Op 19 mei 2014 werd hij opgenomen in de Griekse selectie voor het wereldkampioenschap voetbal in Brazilië.
| Interlands van Panagiotis Glikos voor Griekenland | Interlands van Panagiotis Glikos voor Griekenland | Interlands van Panagiotis Glikos voor Griekenland | Interlands van Panagiotis Glikos voor Griekenland | Interlands van Panagiotis Glikos voor Griekenland | Interlands van Panagiotis Glikos voor Griekenland | Interlands van Panagiotis Glikos voor Griekenland |
| №                                                 | Datum                                             | Wedstrijd                                         | Uitslag                                           | Competitie                                        | Goals                                             |                                                   |
| Als speler bij PAOK Saloniki                      | Als speler bij PAOK Saloniki                      | Als speler bij PAOK Saloniki                      | Als speler bij PAOK Saloniki                      | Als speler bij PAOK Saloniki                      | Als speler bij PAOK Saloniki                      | Als speler bij PAOK Saloniki                      |
| ------------------------------------------------- | ------------------------------------------------- | ------------------------------------------------- | ------------------------------------------------- | ------------------------------------------------- | ------------------------------------------------- | ------------------------------------------------- |
| 1                                                 | 5 maart 2014                                      | Griekenland – Zuid-Korea                          | 0 – 2                                             | Vriendschappelijk                                 |                                                   |                                                   |
| 2                                                 | 3 juni 2014                                       | Nigeria – Griekenland                             | 0 – 0                                             | Vriendschappelijk                                 |                                                   |                                                   |
| 3                                                 | 24 juni 2014                                      | Griekenland – Ivoorkust                           | 2 – 1                                             | WK 2014                                           |                                                   |                                                   |
| 4                                                 | 18 november 2014                                  | Griekenland – Servië                              | 0 – 2                                             | Vriendschappelijk                                 |                                                   |                                                   |
| 5                                                 | 9 november 2016                                   | Griekenland – Wit-Rusland                         | 0 – 1                                             | Vriendschappelijk                                 |                                                   |                                                   |